# Рэмбо: Последняя кровь
«Рэмбо: Последняя кровь» (англ. Rambo: Last Blood) — американский остросюжетный боевик, являющийся продолжением четвёртого фильма серии «Рэмбо». Сюжет обращает внимание на такие жестокие, бесчеловечные и преступные явления, как сексуальное рабство и торговля людьми, и рассказывает о дальнейшей жизни ветерана войны Джона Рэмбо, который, пытаясь забыть своё военное прошлое, вынужден снова взяться за оружие, чтобы спасти племянницу, похищенную мексиканским преступным картелем. Помимо Сильвестра Сталлоне, который в очередной раз исполнил главную роль, в фильме также снялись Пас Вега, Серхио Перис-Менчета, Адриана Барраса, Иветт Монреаль, Оскар Хаэнада и другие актёры.
Находясь в разработке с 2008 года и имея несколько вариантов сюжета, пятый фильм серии «Рэмбо» в результате был создан в стиле и традициях таких успешных картин, как «Логан» с Хью Джекманом и «Непрощённый» с Клинтом Иствудом. Сталлоне, являющийся соавтором сценариев всех предыдущих лент серии, написал окончательный сюжет пятого фильма при участии Дэна Гордона, а также работал над сценарием в соавторстве с Мэттью Сирюльником. Производственный процесс организовывался и контролировался основными продюсерами Ави Лернером, Кевином Кингом Темплтоном, Лесом Уэлдоном (работавшими со Сталлоне над «Рэмбо IV» и серией «Неудержимые»), Яривом Лернером, а также компаниями Lionsgate, Millennium Media, Balboa Productions и Templeton Media при сотрудничестве с Campbell Grobman Films и Dadi Film (HK) Limited. Для выполнения режиссёрских обязанностей продюсерами был нанят Адриан Грюнберг, известный по работе над боевиком «„Весёлые“ каникулы» с Мелом Гибсоном в главной роли.
Основной съёмочный период проходил на студии Nu Boyana Film Studios (Болгария) и Канарском острове Тенерифе (Испания) с 2 октября по 4 декабря 2018 года, а 26 мая 2019 года на той же студии при участии Сталлоне были начаты дополнительные съёмки, которые завершились летом того же года. В кинотеатральный прокат в России фильм вышел 19 сентября 2019 года при поддержке компании Megogo Distribution, а на территории США был выпущен в кино 20 сентября компанией Lionsgate. Выход фильма на цифровых платформах и физических носителях (DVD и Blu-ray) состоялся в декабре того же года.
Несмотря на преимущественно отрицательные отзывы профессиональных критиков, посчитавших фильм неполиткорректным и чрезмерно жестоким, «Рэмбо: Последняя кровь» был положительно принят большинством зрителей, а в коммерческом плане смог более чем вдвое превысить сумму заявленного производственного бюджета (50 млн долларов), собрав 95 млн в мировом кинопрокате и 26 млн в видеопрокате США без учёта сборов от продаж DVD и Blu-ray в других странах, мирового цифрового проката и доходов от продажи прав для мирового телепоказа.
После пятого фильма Сталлоне продолжил активно работать с персонажем Джоном Рэмбо: он озвучил его в дополнении к компьютерной игре Mortal Kombat 11, сочинил идею для возможного приквела о службе Рэмбо во Вьетнаме, а также планирует сыграть его в потенциальном продолжении пятого фильма, запланированном студией.

## Сюжет
Спустя десять лет после возвращения домой в Боуи, штат Аризона, ветеран войны Джон Рэмбо старается вести спокойную и осмысленную жизнь, занимаясь обучением лошадей на ранчо своего покойного отца, однако полностью оградиться от человеческих смертей и тяжёлого прошлого ему не удаётся даже на родине. Так, Рэмбо до сих пор испытывает чувство вины за гибель военных товарищей, которое усиливается после того, как ему не удаётся спасти двух человек во время своего добровольного участия в операции по поиску и спасению людей, столкнувшихся с внезапным паводком в разгар ночного шторма. Более того, пережитые в жизни события не перестают преследовать Рэмбо и в виде воспоминаний, вызванных развивающимся с военных времён посттравматическим стрессовым расстройством, из-за которого он вынужден регулярно принимать медикаменты. Единственным источником покоя и мотивации к жизни для Рэмбо является проживающая вместе с ним приёмная семья — близкая подруга Мария, ухаживавшая за ранчо ещё до смерти отца Рэмбо, а также её внучка Габриэла, о которой Рэмбо заботится с детства вместо родного отца девушки, бросившего её с покойной матерью.
В один день Габриэла неожиданно сообщает Рэмбо, что с помощью подруги Жизель ей удалось узнать местонахождение своего отца Мануэля в Мексике, и теперь, не теряя надежд на примирение, она намерена повидаться с ним, чтобы узнать, что заставило его оставить её вместе с матерью. Рэмбо и Мария не разделяют намерений Габриэлы и запрещают ей ехать к отцу, говоря о том, что, совершив подобное предательство, он, по их мнению, уже не сможет измениться. Вопреки их желанию, Габриэла тайно отправляется в Мексику на автомобиле и, прибыв в страну, останавливается у Жизель, которая, в свою очередь, отвозит её к квартире отца. К глубокому разочарованию Габриэлы, отец крайне грубо реагирует на её появление и признаётся, что никогда не любил их с матерью.
Видя состояние Габриэлы, Жизель отвозит её развеяться в местный ночной клуб. Там Габриэла, не заметив, что в её напиток были подброшены наркотические вещества, становится жертвой похищения людей из преступного картеля, занимающегося сексуальным рабством и торговлей людьми. Узнав об исчезновении Габриэлы в Мексике, Рэмбо незамедлительно отправляется туда и допрашивает как отца Габриэлы, так и Жизель. Она вынужденно отводит Рэмбо в тот самый клуб, из которого похитили Габриэлу, и указывает на Эль Флако — человека, который в последний раз разговаривал с Габриэлой.
Выпытав у Эль Флако информацию с местонахождением Габриэлы, Рэмбо отправляется за ней, однако по пути попадает в засаду людей из картеля, которые жестоко избивают его. Напоследок главари картеля — братья Хьюго и Виктор Мартинес — оставляют Рэмбо своеобразную «метку» ножом на щеке, после чего забирают его водительские права, выясняя адрес ранчо, а также фотографию Габриэлы, пообещав Рэмбо так же жестоко обращаться с девушкой в отместку за его действия.
Избитого до полусмерти Рэмбо находит некая Кармен Дельгадо, тайно следившая за ним, и отвозит к себе домой. Там она заботится о Рэмбо до его полного восстановления и представляется независимой журналисткой, которая расследует дела братьев Мартинес, похитивших и убивших её сестру. Оправившись от побоев, Рэмбо совершает набег на бордель, в котором держат Габриэлу, и, расправившись с охраной, находит саму девушку, изнасилованную и накачанную наркотиками. Отнеся Габриэлу на руках в машину, Рэмбо везёт её обратно домой на ранчо, по дороге благодаря за то, что она на протяжении долгих лет давала ему смысл жизни. Однако, Габриэла умирает прямо в салоне автомобиля, так и не добравшись до дома.
Рэмбо решается на план мести. После похорон Габриэлы он отправляет Марию к её сестре, а сам оснащает ранчо и выкопанное подземелье ловушками для предстоящей битвы. Затем он возвращается в Мексику и, узнав у Кармен местонахождение Виктора, совершает атаку на его дом, где убивает охранников, а затем обезглавливает самого Виктора и прикалывает к его трупу фотографию Габриэлы, тем самым оставляя сообщение для его брата Хьюго. Обнаружив труп брата, Хьюго собирает отряд вооружённых наёмников и направляется вместе с ним прямо на ранчо Рэмбо, где каждый из участников отряда, недооценив боевые навыки Рэмбо, становится жертвой его импровизированных ловушек. После жестокой расправы над наёмниками Рэмбо отправляется за оставшимся Хьюго. Сначала он взрывает заминированное подземелье, откуда Хьюго успевает выбраться, а затем, затаившись, расстреливает его стрелами из лука, напоследок вырвав сердце из его груди. Обессиленный и раненый Рэмбо возвращается к крыльцу дома и садится в кресло своего покойного отца, обещая продолжать сражаться и хранить воспоминания о своих близких.
В сцене после титров Рэмбо выходит из дома, седлает своего коня и скачет к закату.

## В ролях
| Актёр                | Роль                   |
| -------------------- | ---------------------- |
| Сильвестр Сталлоне   | Джон Рэмбо             |
| Пас Вега             | Кармен Дельгадо        |
| Серхио Перис-Менчета | Хьюго Мартинес         |
| Адриана Барраса      | Мария Бельтран         |
| Иветт Монреаль       | Габриэла               |
| Паскасио Лопес       | Эль Флако              |
| Оскар Хаэнада        | Виктор Мартинес        |
| Аарон Коэн           | капитан полиции штата  |
| Ник Уиттман          | Джимми                 |
| Джессика Мэдсен      | Бекки                  |
| Луис Мэндилор        | шериф                  |
| Финесса Пинеда       | Жизель                 |
| Марко де ла О        | Мануэль, отец Габриэлы |
| Рик Зингейл          | Дон Мигель             |

## Производство

### Подготовительный период

#### Замысел и съёмочная группа
Пятый фильм серии «Рэмбо» находился в разработке с 2008 года, и за это время Сильвестр Сталлоне даже планировал взять за основу сюжета научно-фантастический роман Джеймса Байрона Хаггинса «Охотник», который рассказал бы о противостоянии Джона Рэмбо с полу-человеческим существом в районе Полярного круга. Однако продолжение было окончательно анонсировано под другим сюжетом лишь спустя 10 лет — в мае 2018 года. Также сообщалось, что Сталлоне планировал не только вернуться в качестве сценариста и исполнителя главной роли, но и вновь выступить режиссёром после успешной работы над четвёртой лентой. В конечном итоге было объявлено, что режиссёрские функции выполнит другой постановщик, а Сталлоне, как и в первых трёх фильмах, сосредоточится на главной роли, сюжете, написанном при участии Дэна Гордона, и сценарии, разработанном совместно с Мэттью Сирюльником — соавтором криминального сериала «Амнезия», который также участвовал в написании сценариев криминальной драмы «Заплатить сполна» и компьютерной игры True Crime: New York City. В августе на должность режиссёра был назначен Адриан Грюнберг, уже имевший к тому моменту достаточный опыт работы в военных и криминальных фильмах с актёрами первой величины — перед тем, как снять боевик «„Весёлые“ каникулы» с Мелом Гибсоном в главной роли, он долгое время являлся помощником режиссёра в таких фильмах, как «Траффик» с Бенисио дель Торо, «Возмещение ущерба» с Арнольдом Шварценеггером, «Гнев» с Дензелом Вашингтоном и «Морпехи» с Джейком Джилленхолом.

Основными продюсерами фильма выступили Ави Лернер, Кевин Кинг Темплтон, Лес Уэлдон (которые работали со Сталлоне над четвёртой лентой и серией «Неудержимые»), а также Ярив Лернер (глава студии Nu Boyana Film Studios); исполнительными продюсерами — Луи Арриола, Боаз Дэвидсон, Джеффри Гринстейн, Джонатан Юнгер, Криста Кэмпбелл, Лати Гробман, Ариэль Вромен, Джефф Гам, Роберт Ван Норден, Мэттью О’Тул, Андрей Георгиев, англ. Liu Rong, англ. Zhang Qun, Аллен Дам, англ. Jiewen Tam, Владимир Фернандес, Клейтон Фернандес, Эузебио Муньос-младший, Балан Меларкоде; соисполнительными продюсерами — Сэмюэл Хадида, Виктор Хадида, Элайджа Лонг, Дамейн Рэдклифф и Лонни Рамати. Компаниями, представителями которых выступили продюсеры, являются Lionsgate, Millennium Media, Templeton Media, Campbell Grobman Films, а также Dadi Film (HK) Limited и Nyla Media Group, выступившие в качестве соинвесторов. Также в производстве фильма была задействована собственная компания Сильвестра Сталлоне — Balboa Productions, для которой «Рэмбо: Последняя кровь» стал дебютной работой.
Брендан Гэлвин, сотрудничавший со Сталлоне над боевиком «План побега», был назначен на должность оператора.

#### Актёрский состав
В августе 2018 года стало известно о том, что работа по подбору актёров для фильма идёт полным ходом и некоторые из них уже прослушиваются на ключевые роли. Тогда же Сильвестр Сталлоне начал активную физическую подготовку для возвращения к роли Джона Рэмбо. В сентябре выяснилось, что номинантка премий «Оскар» и «Золотой глобус» Адриана Барраса исполнит роль близкой подруги Рэмбо — Марии, внучка которой, Габриэла, пропадает без вести. В октябре было объявлено, что на роль Габриэлы была утверждена Иветт Монреаль, а Пас Вега сыграет журналистку Кармен Дельгадо, помогающую Рэмбо во время поисков Габриэлы. В том же месяце к актёрскому составу присоединились Оскар Хаэнада, Хоакин Косио, который впоследствии был заменён на Рика Зингейла, а также Серхио Перис-Менчета, утверждённый на роль центрального антагониста — Хьюго Мартинеса, лидера преступного картеля.
Сильвестр Сталлоне лично предлагал вернуться в пятый фильм Мартину Коуву, сыгравшему пилота Эриксона во второй ленте, однако в апреле 2019 года в интервью для AfterBuzz TV актёр сообщил, что был вынужден ответить отказом из-за съёмок в сериале «Кобра Кай». Также в октябре 2018 года российский культурист и модель Стефан Чаповский, известный своей схожестью со Сталлоне, сообщил на своей странице ВКонтакте и в интервью изданию Generation Iron Russia о возможном появлении во флешбэк-сцене в роли молодого Рэмбо, если снятый с его участием материал будет включён в итоговую версию фильма. В феврале 2019 года стало известно, что Луис Мэндилор исполнил в фильме роль шерифа.

### Съёмочный период
В мае 2018 года было объявлено, что съёмочный период фильма начнётся в сентябре того же года в Болгарии, София, на студии Nu Boyana Film Studios, которую Сильвестр Сталлоне и Ави Лернер ранее использовали для съёмок фильмов «Неудержимые 2» и «Неудержимые 3». Также было сообщено, что в качестве съёмочный локаций будут задействованы Канарские острова в Испании, а также частично Лондон, Великобритания. Однако впоследствии стало известно, что 17 сентября в Софии пройдут лишь подготовительные съёмочные работы, тогда как основной съёмочный период с участием Сталлоне начнётся только в конце месяца, когда актёр прибудет на съёмочную площадку в Софию, после чего производство переместится на Канарский остров Тенерифе. 2 октября Сталлоне опубликовал в социальных сетях первые две фотографии со съёмочной площадки в Болгарии, объявив о начале основного съёмочного периода, который продлился до 4 декабря того же года, после чего производство перешло к завершающему этапу — монтажно-тонировочному периоду.
26 мая 2019 года Сталлоне вернулся в Болгарию на студию Nu Boyana Film Studios для съёмок дополнительных сцен, которые также прошли при участии Серхио Перис-Менчеты и завершились летом того же года.

### Монтажно-тонировочный период
8 августа 2019 года исполнительный продюсер Боаз Дэвидсон объявил на своей странице в Facebook о том, что финальный производственный этап фильма — монтажно-тонировочный период — окончательно завершён, опубликовав совместное с Сильвестром Сталлоне фото из студии Formosa Group в Голливуде, США.

#### Музыка
Как и в предыдущей ленте, автором инструментальной музыки к фильму выступил Брайан Тайлер, который до этого работал с Сильвестром Сталлоне над серией «Неудержимые». Запись композиций проходила в 2019 году в концертном зале Словацкого радио в Братиславе, Словакия. При работе над композициями Тайлером была также использована заглавная тема первой ленты, написанная Джерри Голдсмитом, композитором первых трёх фильмов серии.
20 сентября 2019 года альбом с композициями Тайлера был издан компанией Lakeshore Records в виде цифрового издания для iTunes Store, Google Play, Amazon и других цифровых платформ. 10 апреля 2020 года поступило в продажу виниловое издание альбома, созданное при сотрудничестве компаний Lakeshore Records и Enjoy The Ride Records. На CD-дисках альбом поступил в продажу 19 июня того же года исключительно для Японии.
Помимо инструментальной музыки Брайана Тайлера и заглавной темы первого фильма от Джерри Голдсмита, в «Рэмбо: Последняя кровь» также прозвучали композиции других авторов: «Five to One» группы The Doors, «Link» от Icy Narco, «Con Cada Paso» от Cazike, «Surf the Wave» группы Tambour Battant совместно с Jahdan Blakkamoore, Delie Red X и D2 tha Future, «Lolita la Cumbiambera»
от Андреса Ландеро, «La Cruz de Cristo» группы Obson Most Wanted, «Through My Eyes» группы The Creation, «N.A.V.E.» от Cazzu, «No Queda Nada» от Norbert Denis Galouo, Jose Miguel Ortegon Tovar и Francisco Antonio Smith Angulo, «Dale Gas» и «El Ray» от Kenny Ray Moron и Gerald Stephen Flores, а также «Black Sky» от Брайана Тайлера под псевдонимом Madsonick.
В качестве музыкального сопровождения тизер-трейлера была использована ремикс-версия песни «Old Town Road» от Lil Nas X и Билли Рэя Сайруса.
| №                   | Название              | Длительность |
| ------------------- | --------------------- | ------------ |
| 1.                  | «Rambo: Last Blood»   | 2:55         |
| 2.                  | «The Ranch»           | 3:12         |
| 3.                  | «Dusk»                | 2:36         |
| 4.                  | «Unmistakable»        | 3:17         |
| 5.                  | «Sorrow»              | 2:07         |
| 6.                  | «Vengeance Eternal»   | 2:31         |
| 7.                  | «Homeward Bound»      | 3:20         |
| 8.                  | «Fatalism»            | 3:11         |
| 9.                  | «Destination»         | 3:35         |
| 10.                 | «John and Gabrielle»  | 5:01         |
| 11.                 | «Rescue at Night»     | 4:25         |
| 12.                 | «Concussed»           | 3:27         |
| 13.                 | «Blood and Fire»      | 4:02         |
| 14.                 | «Outnumbered»         | 6:15         |
| 15.                 | «Love Unconditional»  | 3:12         |
| 16.                 | «U-Turn»              | 2:35         |
| 17.                 | «Because of You»      | 3:49         |
| 18.                 | «They Will Come Back» | 2:02         |
| 19.                 | «We Will Find Him»    | 5:17         |
| 20.                 | «The Tunnels»         | 1:02         |
| 21.                 | «Higher Aspirations»  | 1:41         |
| 22.                 | «Preparing for War»   | 3:01         |
| 23.                 | «Sunset»              | 2:30         |
| Общая длительность: | Общая длительность:   | 75:03        |

## Маркетинг

### Название
В России для рекламы и проката фильма было утверждено название «Рэмбо: Последняя кровь», а на территории США — «Rambo: Last Blood», отсылающее к названию первого фильма серии — «Рэмбо: Первая кровь». Также в средствах массовой информации лента упоминается под названиями «Рэмбо 5» (англ. Rambo 5), «Рэмбо V» (англ. Rambo V), «Рэмбо 5: Последняя кровь» (англ. Rambo 5: Last Blood) и «Рэмбо V: Последняя кровь» (англ. Rambo V: Last Blood).

### Рекламная кампания
В мае 2018 года для привлечения инвесторов, прокатчиков и продажи прокатных прав на кинорынке Каннского кинофестиваля был представлен первый промопостер. 24 мая 2019 года Сильвестр Сталлоне посетил 72-й Каннский кинофестиваль, где состоялся закрытый показ эксклюзивного тизер-трейлера, который не был представлен широкой публике. Вскоре после этого, 30 мая, в сети состоялась премьера видоизменённой версии тизер-трейлера вместе с дебютным тизер-постером.
7 июня компания Megogo Distribution, являющаяся кинотеатральным дистрибьютором фильма в России, опубликовала на своём YouTube-канале дублированную версию тизер-трейлера, переведённую Владимиром Антоником, который уже озвучивал Джона Рэмбо в дублированной версии предыдущего фильма. В конце июля были представлены уникальные кинотеатральные постеры для Франции. В начале августа был опубликован постер для кинопроката в США, который вскоре также утвердили для кинопроката на территории России. 20 августа в сети состоялась премьера второго трейлера. 30 августа компания Megogo Distribution представила дублированную версию второго трейлера, также в этот день компания Zima Entertainment опубликовала на своём YouTube-канале международный трейлер фильма.

## Прокат

### Кинопрокат
В конце февраля 2019 года компания Lionsgate объявила о том, что в кинотеатральный прокат США «Рэмбо: Последняя кровь» выйдет 20 сентября того же года. В начале марта компания Megogo Distribution, российский кинотеатральный дистрибьютор фильма, сообщила, что на территории России он будет выпущен на экраны днём ранее — 19 сентября. В конце июля Американская ассоциация кинокомпаний присвоила фильму «жёсткий» прокатный рейтинг R.
В январе 2020 года компания Gaga Corporation объявила, что организует кинотеатральный прокат фильма в Японии 26 июня того же года.
Для кинопроката фильма в США, Великобритании и Канаде была выпущена версия длительностью 89 минут. Международная версия, показанная в кинотеатрах остальных стран, включая Россию и Японию, представляла собой полноценную версию длительностью 101 минуту, которая была дополнена 12 минутами дополнительных и расширенных сцен.

#### Кассовые сборы
В кинопрокате США, который является основным источником дохода от проката в кинотеатрах, фильму удалось добиться высоких результатов. Так, за стартовый уик-энд он заработал 18 872 919 долларов, что позволило ему занять вторую строчку в списке лучших кассовых стартов серии «Рэмбо», уступив лидирующую позицию лишь второй ленте — «Рэмбо: Первая кровь 2» (20 176 217 долл.). По окончании домашнего кинопроката «Рэмбо: Последняя кровь» вплотную приблизился к сумме заявленного производственного бюджета (50 млн) и собрал в итоге 44 819 352 долл., сумев обойти по кассовым сборам в США предыдущий фильм (42 754 105 долл.).
В международном кинопрокате, прошедшем в остальных, гораздо менее прибыльных для проката странах, «Рэмбо: Последняя кровь» показал значительно более низкие результаты, собрав 50 161 071 долл., и по общемировым кинотеатральным сборам стал наименее кассовым фильмом в серии, заработав в совокупности 94 980 423 долл. Десятью странами, принесшими фильму наибольший доход в международном прокате, являются Германия (4 783 604 долл.), Франция (4 650 429 долл.), Великобритания (3 656 229 долл.), Япония (3 490 070 долл.), Бразилия (2 860 519 долл.), Мексика (2 197 557 долл.), Объединённые Арабские Эмираты (2 018 715 долл.), Испания (1 805 129 долл.), Малайзия (1 782 321 долл.) и Италия (1 681 874 долл.).

### Видеопрокат
Продемонстрировав удачные результаты в кинопрокате США, но скромно проявив себя в международном кинопрокате, 17 декабря 2019 года фильм был с успехом выпущен компанией Lionsgate Home Entertainment в мировой видеопрокат (DVD и Blu-ray), в котором, по данным Home Media Magazine и прочих изданий, неоднократно возглавлял чарты США, Великобритании, Франции и других стран.
На территории России продажей DVD- и Blu-ray-изданий фильма занимается компания «НД Плэй (Новый Диск)».

#### Сборы от видеопроката
Общая сумма сборов от продаж DVD- и Blu-ray-изданий фильма в США составляет 26 687 618 долларов.

### Цифровой прокат
3 декабря 2019 года в iTunes Store, Google Play, Amazon, Microsoft Store и других онлайн-магазинах состоялся выход цифрового издания фильма.
5 мая 2020 года на площадке Amazon Prime в США была выпущена полноценная, расширенная версия фильма под названием Rambo: Last Blood Extended Cut, включающая в себя 12 минут дополнительных и расширенных сцен, которые были вырезаны из кинотетральной версии в США, Великобритании и Канаде, однако показаны во время кинопроката в остальных странах. Впоследствии полноценная версия фильма также вышла в США на площадках Apple TV, Xfinity и Vudu.
1 мая 2022 года «Рэмбо: Последняя кровь» вышел в США на сервисе Netflix, где становился самым популярным фильмом в течение двух первых дней.

## Реакция

### Отзывы и оценки
Фильм получил преимущественно положительные отзывы и оценки зрителей, однако был отрицательно воспринят большинством профессиональных критиков. На сайте-агрегаторе Rotten Tomatoes средний рейтинг критиков — 26 % (4 балла из 10) на основе 173 рецензий (45 — положительные, 128 — отрицательные). На другом сайте-агрегаторе Metacritic средний рейтинг критиков, исходя из 31 отзыва, составляет 26 баллов из 100.
Критики, опубликовавшие отрицательные рецензии, назвали пятый фильм о Джоне Рэмбо «фильмом с истёкшим сроком годности» и «гротескной политической аллегорией», упрекнув его в неполиткорректности, расизме, а также обилии чрезмерной, по их мнению, жестокости:
- «В гиперчувствительной культурной среде 2019 года изображение столкновения смертоносных мексиканских бандитов, занимающихся работорговлей, с белым спасителем не очень-то приветствуется», — Эрик Кон, IndieWire[98].
- «Фильм, который стремится быть „Логаном“, однако больше похож на „Техасскую резню бензопилой“», — Том Глассон, Concrete Playground[99].
- «Как таковая хардкорная жестокость меня не тревожит, но она мне неприятна тем, что приобретает чуть ли не комиксный характер, при том что фильм тяготеет скорее к лирическому настрою», — Дон Кэй, Den of Geek[100].
- Писатель Дэвид Моррелл, создатель книжного образа Джона Рэмбо, согласился с отрицательными отзывами критиков, а также назвал фильм «бездушным» и «бестолковым»[101][102].

Винс Манчини, кинокритик сайта Uproxx, охарактеризовал фильм более положительно: «Рэмбо эры Трампа, по сути, человеческое воплощение пограничной стены, защищающей Америку от мексиканских насильников и убийц. Абсолютное безумие, смотреть всем».
Обозреватель сайта «КГ-Портал» Иван Афанасьев в своей положительной рецензии отметил: «<…> Он по-прежнему грозен, брутален, и на его пути лучше не вставать. Но одновременно с этим постаревший Рэмбо стал сентиментальным: он проникается почти отцовскими чувствами к похищенной девушке, мечтает выйти из нескончаемого круга смерти и обучать лошадок. Однако по канонам американских боевиков, если ваша фамилия не Дюфрейн и вы направляетесь не в Сиуатанехо, то в Мексике вас ждёт ад. А значит, Джон в своей тарелке.
И зритель тоже. Если проникнуться идеей, что даже ковбои иногда грустят, наблюдать за тем, как могучий Рэмбо шаг за шагом подбирается к обидчикам своей новоявленной родственницы, весьма интересно. И кстати, внезапные вспышки насилия на этом фоне смотрятся особенно остро <…>».
20 июля 2020 года издание Screen Rant внесло «Рэмбо: Последняя кровь» в список 10 лучших фильмов десятилетия с участием экшн-звёзд 80-х, разместив его на шестой строчке.

### Награды и номинации
| Год  | Премия                                     | Категория                                                                                | Номинант                                             | Результат |
| ---- | ------------------------------------------ | ---------------------------------------------------------------------------------------- | ---------------------------------------------------- | --------- |
| 2019 | Национальная премия кино и телевидения США | «Лучший актёр»                                                                           | Сильвестр Сталлоне                                   | Номинация |
| 2019 | Национальная премия кино и телевидения США | «Лучшая актриса второго плана»                                                           | Иветт Монреаль                                       | Победа    |
| 2019 | Национальная премия кино и телевидения США | «Лучший художественный фильм»                                                            | «Рэмбо: Последняя кровь»                             | Номинация |
| 2019 | Национальная премия кино и телевидения США | «Лучший режиссёр»                                                                        | Адриан Грюнберг                                      | Номинация |
| 2019 | Национальная премия кино и телевидения США | «Лучший боевик»                                                                          | «Рэмбо: Последняя кровь»                             | Победа    |
| 2020 | «Золотая малина»                           | «Худший фильм»                                                                           | «Рэмбо: Последняя кровь»                             | Номинация |
| 2020 | «Золотая малина»                           | «Худший режиссёр»                                                                        | Адриан Грюнберг                                      | Номинация |
| 2020 | «Золотая малина»                           | «Худший актёр»                                                                           | Сильвестр Сталлоне                                   | Номинация |
| 2020 | «Золотая малина»                           | «Худшая актриса второго плана»                                                           | Финесса Пинеда                                       | Номинация |
| 2020 | «Золотая малина»                           | «Худшая экранная комбинация»                                                             | Сильвестр Сталлоне и его бессильная ярость           | Номинация |
| 2020 | «Золотая малина»                           | «Худший приквел, сиквел, ремейк или плагиат»                                             | «Рэмбо: Последняя кровь»                             | Победа    |
| 2020 | «Золотая малина»                           | «Худший сценарий»                                                                        | Мэттью Сирюльник и Сильвестр Сталлоне                | Номинация |
| 2020 | «Золотая малина»                           | «Наихудшее безрассудное пренебрежение человеческой жизнью и общественной собственностью» | «Рэмбо: Последняя кровь»                             | Победа    |
| 2020 | Shorty Awards                              | Best in Entertainment                                                                    | Rambo: Last Blood Home Entertainment Social Campaign | Номинация |

## Будущее серии
В мае 2019 года на Каннском кинофестивале Сильвестр Сталлоне не исключил своего возвращения к роли Рэмбо в случае удачного выхода пятой ленты в прокат: «Если пятый фильм сработает, то я продолжу, потому что мне это очень нравится». В сентябре в интервью изданию JoBlo.com Сталлоне озвучил идею для шестого фильма, согласно которой Рэмбо, находящийся в бегах и преследуемый полицией после событий пятой ленты, отправится в Индейскую резервацию США, считая её единственным возможным убежищем для себя. В конце июня 2020 года для поддержки готовившегося кинопроката пятого фильма в Японии Сталлоне дал интервью телеканалу Nippon Television, в котором вновь упомянул данную идею: «Если бы я сделал очередной фильм, то Рэмбо вернулся бы в Индейскую резервацию, в которой он вырос, ведь у него есть индейская семья». 2 июля, после удачного выхода расширенной версии фильма на цифровых площадках в США, Сталлоне разместил сообщение в Instagram, в котором подчеркнул реальную возможность возвращения Рэмбо.
В ноябре 2020 года Сильвестр Сталлоне заявил на своей странице в Instagram, что на данный момент единственной возможностью для возвращения Рэмбо на экраны является потенциальный приквел, который может быть создан для выхода на потоковом сервисе. При этом Сталлоне не уточнил, вернётся ли он каким-либо образом к роли Джона Рэмбо вновь и будет ли проект содержать элементы продолжения, идею для которого он упоминал ранее.
В ноябре 2022 года Сильвестр Сталлоне сообщил в интервью The Hollywood Reporter о том, что вместо предыстории о молодом Джоне Рэмбо студия планирует создать продолжение пятого фильма, по сюжету которого Рэмбо постепенно уступит место новому главному герою.